# Lago Medicine
O lago Medicine localiza-se dentro do Parque Nacional Jasper na província de Alberta, Canadá. Situa-se a cerca de 20 km ao sudeste da cidade de Jasper e possui cerca de 7 km de extensão. Uma vasta vida selvagem habita ao seu redor, como ursos-pardos e marrons, alces, lobos, veados, carneiros selvagens, entre outros.